# Делагарди, Мальвина
Графиня Мальвина Делагарди (Де ла Гарди) (швед. Malvina De la Gardie, полное имя Anna Elisabet Malvina De la Gardie, урождённая von Platen; 1824—1901) — шведская дворянка, придворная дама, обергофмейстерина.

## Биография
Родилась 8 марта 1824 года. Была дочерью Густава Рейнхольда фон Платена (Gustaf Reinhold von Platen) и его жены Кристины фон Стокенстрём (Christina von Stockenström). 

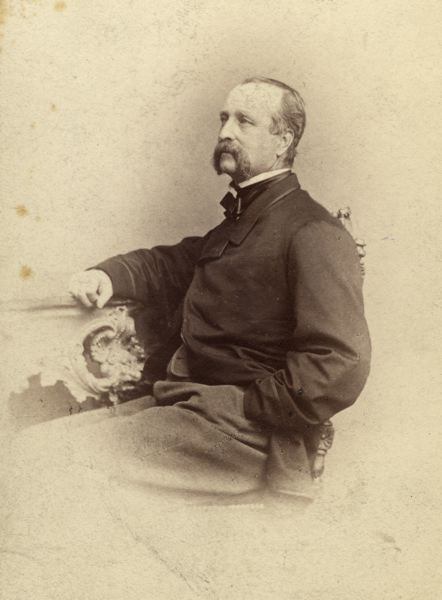
Аксель Якоб Делагарди

23 августа 1845 года в церкви Vårdinge kyrka муниципалитета Седертелье  вышла замуж за камер-юнкера графа Акселя Якоба Делагарди (1819–1879). Во время медового месяца они посетили Италию и Францию. По возвращении в Швецию участвовали в общественной жизни зимой в Стокгольме и летом в поместье Гамильтонхаус в Хельсингборге. 
Имела титул статс-дамы (statsfru) на службе у королевы Луизы Нидерландской в 1863–1871 годах. В 1880—1890 годах на службе при дворе у королевы Софии Нассауской имела титул обергофмейстерина, с которой познакомилась еще когда она прибыла в Швецию в 1857 году. Мальвина Делагарди в качестве секретаря управляла благотворительными делами королевы, сортировала письма, отправленные Софии с просьбами о помощи и финансовыми пожертвованиями. Она также сопровождал королевскую чету во время их путешествия в Константинополь в 1885 году. Она описана современниками как внимательный придворный чиновник, с серьезностью выполняющий свои обязанности, и как человек с блестящими качествами, которые должна иметь дама в этом положении.
В 1890 году Мальвина Делагарди подала в отставку по состоянию здоровья и переехала собственное поместье, где умерла 23 июня 1901 года.